# Już czas
Już czas – debiutancki album Izy Lach wydany 6 września 2008 roku nakładem wytwórni EMI Music Poland.
Pierwszym singlem promującym płytę była piosenka "Nie" wydana latem 2008 roku, zaś drugim utwór "Nie masz mnie", którego radiowa premiera miała miejsce w połowie listopada 2008. Album sprzedał się w Polsce w ilości 2.400 egzemplarzy.

## Lista utworów
1. "Nie masz mnie" – 3:49
2. "Nie" – 2:14
3. "Jeśli Ty" – 3:15
4. "Zanim znikniesz" – 5:07
5. "Pieśń" – 3:05
6. "Ty i ja" – 4:02
7. "Już za kilka lat" – 3:52
8. "Do Ciebie" – 3:15
9. "Śpij" – 2:51
10. "Życzenie" – 3:15
11. "On" – 3:59
12. "Zostałam tu" – 6:24
13. "Wyciągam się" – 3:04
14. "Marzenie" – 3:39
15. "Już czas" – 4:03
16. "Ty i ja" (Bonus – wersja druga) – 3:14
17. "Nie" (Bonus – wersja druga) – 3:40
18. "Zostałam tu" (Bonus – wersja druga) – 4:36